# Cheumatopsyche varia
Cheumatopsyche varia är en nattsländeart som först beskrevs av Douglas E. Kimmins 1955.  Cheumatopsyche varia ingår i släktet Cheumatopsyche och familjen ryssjenattsländor. Inga underarter finns listade i Catalogue of Life.